# Tetramorium perlongum
Tetramorium perlongum är en myrart som beskrevs av Santschi 1923. Tetramorium perlongum ingår i släktet Tetramorium och familjen myror. Inga underarter finns listade i Catalogue of Life.